# Бенсли, Гарри
Га́рри Бе́нсли (англ. Harry Bensley; 1876 или 1877 — 21 мая 1956, Брайтон) — британец, заключивший пари, по условиям которого он должен был совершить кругосветное путешествие, не снимая с лица тяжёлого железного шлема и не раскрывая своего имени.

## Пари

Бенсли (слева) без маски

В 1907 году Гарри Бенсли заключил пари с Джоном Пирпонтом Морганом и Хью Сесилом Лоутером, пятым графом Лонсдейлом, согласно которому он должен был по определённому маршруту пройти через территорию Великобритании и ещё 18 стран на пяти обитаемых континентах, не снимая рыцарского шлема. Призовой фонд составлял 21 000 фунтов стерлингов — около 1,5 млн фунтов по курсу 2008 года. Однако, согласно другим данным, это было не пари, а наказание за то, что Бенсли не смог отдать Моргану и Лонсдейлу карточный долг.
В путь Гарри Бенсли должен был отправиться, имея лишь один фунт стерлингов — деньги на текущие расходы ему разрешалось зарабатывать, только позируя для фотографических открыток и продавая брошюры с описанием пари. Из одежды он мог иметь один костюм, один свитер, одну пару брюк и одну смену белья. Кроме того, в дороге Бенсли должен был толкать перед собой детскую коляску и найти жену, при этом она не должна была видеть его лица до окончания пари. В Англии ему предписывалось посетить четыре города в каждом графстве, а в качестве доказательства пребывания в них получить подпись мэра. Для наблюдения за перемещениями Бенсли был определён специальный эскорт.
1 января 1908 года Бенсли начал своё путешествие от Трафальгарской площади. Согласно широко распространённой легенде, он успел пройти 12 стран и жениться, когда началась Первая Мировая война. Будучи патриотом, Бенсли принял решение вступить в ряды британских войск. Ввиду такой уважительной причины и смерти одного из участников спора, Джона Моргана, пари было отозвано. Тем не менее, на данный момент не известно каких-либо доказательств того, что Бенсли выезжал за пределы Британии. При этом английская часть маршрута отражена в фотографических открытках с его изображением, сохранившихся в достаточно большом количестве.